# Александра Шипп
Александра Шипп — американська акторка та співачка, яка стала відомою завдяки ролі співачки Алії в телефільмі Lifetime Aaliyah: The Princess of R&B (2014) та дружини Кімберлі Вудрафф у фільмі, номінованому на «Оскар», «Просто із Комптона» (2015).
Шипп найбільше відома роллю Шторм у франшизі «Люди Ікс», починаючи з «Люди Ікс: Апокаліпсис», Еббі Сусо в романтичній комедії 2018 року «З любов'ю, Саймон» та Сьюзен Вілсон у музичній драмі "Тік-так, . . БУМ!.

## Походження та навчання
Александра Шипп народилася у Фініксі, штат Аризона. Її мати — вчителька Кундаліні-йоги, а батько — темношкірий музикант. У неї є два брати, Джеймс та Джордан, і зведена сестра Кася. Шипп навчалася в початковій школі Скво-Пік, школі мистецтв Аризони та католицькій середній школі Святої Марії у Фініксі. Вона переїхала до Лос-Анджелеса у 17-річному віці, щоб продовжити акторську кар'єру.

## Кар'єра
У 2009 році Шипп дебютувала як акторка, зігравши другорядну роль у фільмі «Елвін та бурундуки: Писк». Згодом вона знялася в третьому сезоні таємничого підліткового драматичного серіалу Nickelodeon Обитель Анубіса, зігравши роль К. Т. Раш.
У 2014 році Шипп привернула увагу своєю роллю Дані Реймонд у продовженні телевізійного фільму VH1 Drumline: A New Beat та співачки Алії Готон у головній ролі у телефільмі Lifetime Aaliyah: The Princess of R&B. Під час зйомок Шипп навіть співала. Потім вона зіграла дружину Ice Cube, Кімберлі Вудрафф, у біографічній драмі «Просто із Комптона», яка оповідає кар'єру хіп-хоп гурту N.W.A. У 2016 році Александра знялася в супергеройському фільмі Браяна Сінгера «Люди Ікс: Апокаліпсис» у ролі Ороро Манро/Шторм — мутанта, який керує погодою, якого раніше грала Геллі Беррі. У 2018 році вона зіграла разом із Ніком Робінсоном та Джорджом Лендеборгом-молодшим у фільмі З любов'ю, Саймон, а також з Кетрін Прескотт та Люсі Гейл у фільмі «Чувак», обидва комедійні фільми про учнів середньої школи.
Вона повторила роль Ороро Манро / Шторм у фільмі 2019 року «Темний фенікс» і того ж літа зіграла роль Саші Аріас у продовженні фільму <i id="mwXg">«Шафт»</i>. У 2021 році вона знялася в екранізації "Тік-так, . . БУМ!, як Сьюзен.
Шипп зіграла головну роль у фільмі Грети Гервіг «Барбі», прем'єра якого відбулася 21 липня 2023 року.

## Особисте життя
У червні 2021 року Александра Шипп публічно заявила, що належить до ЛГБТ-спільноти, але не вказала деталей.

## Фільмографія
| Not yet released | Позначає фільми, над якими ще працюють |

### Фільми
| Рік  | Назва                       | Роль                | Примітки                      |
| ---- | --------------------------- | ------------------- | ----------------------------- |
| 2009 | Елвін і бурундуки: Свікквел | Валентина           |                               |
| 2015 | Просто із Комптона          | Кім                 |                               |
| 2016 | Люди Ікс: Апокаліпсис       | Ороро Манро / Шторм |                               |
| 2017 | Вбити за лайк               | Маккейла Гупер      |                               |
| 2018 | Людина, що обертається      | Анна                |                               |
| 2018 | З любов'ю, Саймон           | Еббі Сусо           |                               |
| 2018 | Чувак                       | Амелія              |                               |
| 2018 | Дедпул 2                    | Ороро Манро / Шторм | Камео без зазначення у титрах |
| 2019 | Шлях додому                 | Олівія              |                               |
| 2019 | Темний Фенікс               | Ороро Манро / Шторм |                               |
| 2019 | Вал                         | Саша Арій           |                               |
| 2019 | Джексі                      | Кейт Фіннеган       |                               |
| 2020 | Усі яскраві місця           | Кейт Фінч           |                               |
| 2020 | Нескінченний                | Райлі Джин Стенхайт |                               |
| 2020 | Батько нареченої, частина 3 | Рейчел Бенкс        | короткометражний              |
| 2021 | Шовковий шлях               | Юлія Ві             |                               |
| 2021 | Тік-так, бум!               | Сьюзен Вілсон       |                               |
| 2022 | Космічна дивацтво           | Дейзі Тейлор        |                               |
| 2023 | Барбі                       | Письменниця Барбі   |                               |
| 2023 | Будь-хто, крім тебе         | Клаудія             |                               |
| TBA  | Kung Fury 2                 | Рей Портер          | Пост-продакшн                 |

### Телебачення
| Рік  | Назва                              | Роль          | Примітки                         |
| ---- | ---------------------------------- | ------------- | -------------------------------- |
| 2011 | Переплутані при народженні         | Ешлі          | Епізод: «Танець серед кинджалів» |
| 2012 | Вікторія-переможниця               | Алізе         | Епізод: «Клуб Горила»            |
| 2013 | Обитель Анубіса                    | КТ Раш        | 41 епізод                        |
| 2013 | Будинок Анубіса: Пробний камінь Ра | КТ Раш        |                                  |
| 2013 | Окультизм                          | Алана Хатчінс | Непроданий пілот A&E.            |
| 2013 | Незграбна                          | Еббі Мартін   | Епізод: «Less Than Hero»         |
| 2014 | Рей Донован                        | Тіффані       | Епізод: «Yo Soy Capitan»         |
| 2014 | Дні нашого життя                   | Мері Бет      | 3 епізоди                        |
| 2014 | Drumline: A New Beat               | Дені Реймонд  | Телевізійний фільм               |
| 2014 | Аалія: Принцеса R'B                | Алія          | телефільм                        |
| 2015 | Твоя сім'я чи моя                  | Люсі          | Епізод: «Пілот»                  |
| 2020 | Зробіть так, щоб це працювало!     | камео         |                                  |

### Відеоігри
| Рік  | Назва        |
| ---- | ------------ |
| 2019 | Telling Lies |

### Відеокліпи
| Рік      | Назва    | Виконавець(и) | Роль             |
| -------- | -------- | ------------- | ---------------- |
| 2021 рік | «Chance» | Гейлі Кійоко  | Любовний інтерес |

## Дискографія

### Сингли
| Назва                     | рік      | Альбом       |
| ------------------------- | -------- | ------------ |
| «Dirty Long Sleeve Shirt» | 2021 рік | В очікуванні |

### Рекламні сингли
| Назва | рік      | Альбом                                          |
| --- | -------- | ----------------------------------------------- |
| «30/90» (разом з Ендрю Гарфілдом, Джошуа Генрі, Ванессою Гадженс, Робіном де Гесусом та М.Дж. Родрігесом) | 2021 рік | Tick, Tick… Boom! (Саундтрек із фільму Netflix) |

### Відеокліпи
| Назва                     | Рік  | Режисер   |
| ------------------------- | ---- | --------- |
| «Dirty Long Sleeve Shirt» | 2021 | Джон Дафф |

## Нагороди та номінації
| рік      | Нагорода                        | Категорія                      | Номінована робота     | Результат | посилання     |
| -------- | ------------------------------- | ------------------------------ | --------------------- | --------- | ------------- |
| 2016 рік | Teen Choice Awards              | Найкращий фільм: Зірка прориву | Люди Ікс: Апокаліпсис | Номінація | [ 19 ] [ 20 ] |
| 2017 рік | Nickelodeon Kids' Choice Awards | Улюблений загін                | Люди Ікс: Апокаліпсис | Номінація | [ 21 ]        |